# Predrag Benaček
Predrag Benaček (Sarajevo, 29. ožujka 1959.), bivši bosanskohercegovački košarkaš češkog podrijetla.

## Igračka karijera
Igrao je za sarajevsku Bosnu. Prvu utakmicu u prvenstvu zaigrao je sezone 1975./76. S Bosnom je osvojio naslov prvaka Jugoslavije 1977./78. Izbornik jugoslavenske reprezentacije do 18 godina ga je izabrao u sastav koji je nastupio na europskom prvenstvu 1978. godine u Italiji u Rosetu i koji je osvojio broncu, a Benaček je postizao po 15 koševa po susretu. Sljedeće sezone osvojili su naslov pobjednika Kupa europskih prvaka 1978./79., koja je igrala u sastavu: Boro Vučević, Ante Đogić, Predrag Benaček, Boško Bosiočić, Nihad Izić, Ratko Radovanović, Dragan Zrno, Žarko Varajić, Mirza Delibašić, Sabahudin Bilalović, Sabit Hadžić, Svetislav Pešić, Almir Dervišbegović, Sulejman Duraković, trener Bogdan Tanjević. Benaček je u finalu postigao 6 koševa. Na putu do naslova postavio je osobni rekord u Kupu prvaka od 33 koša koje je zabio Apollonu iz Limassola. Zatim je s Bosnom osvojio naslov prvaka Jugoslavije 1979./80. Dobrim igrama izborio je mjesto u jugoslavenskoj reprezentaciji na europskom prvenstvu 1981. na kojem je Jugoslavija osvojila srebro. Sezone 1980./81. bio je član prve postave i postizavao je po 17,7 koševa po utakmici. 1982. godine osvojio je s jugoslavenskom reprezentacijom zlato na balkanskom prvenstvu. Poslije više nije bio u A reprezentaciji. Za Jugoslaviju je odigrao 49 susreta. Sezone 1983./84. došao je s Bosnom do 4. mjesta u Kupu europskih prvaka. Bosna je igrala u sastavu: Sabahudin Bilalović, Žarko Varajić, Sabit Hadžić, Predrag Benaček, Emir Mutapčić, Boro Vučević, Mario Primorac, Dragan Lukenda, Anto Đogić, Miroljub Mitrović, a trener je bio Svetislav Pešić.
1984. je s Bosnom osvojio Kup Jugoslavije. Uvođenjem "trice" njegova je igra postajala još ubojitija po protivnika, pa je znao postići po 40-ak koševa. Sezone 1985./86. u Kupu Radivoja Koraća davao je 28,7 koševa po utakmici. Nakon odsluženja obveznog vojnog roka 1986./87., odigrao je još jednu sezonu pa je otišao u Grčku. U prvenstvu Jugoslavije postigao je ukupno 4210 koševa, davajući 15,6 koševa po utakmici.
U Grčkoj je igrao je za Panionios, koji je vodio Vlade Đurović (od 1988. do 1993.). Dvojac je Panionisu donio 1991. godine prvi trofej u povijesti kluba, a Benaček je pridonio s prosjekom od 20-ak koševa i 5-6 koševa po utakmici. U Kupu Radivoja Koraća je za Panionios davao po 27 koševa po susretu. U Češkoj je nastavio karijeru, igrajući za Pardubice.

## Trenerska karijera
Trenirao je 2004. ciparski Apollon iz Limassola, u Češkoj mlade košarkaše pri češkom košarkaškom savezu, te češke klubove prvoligaša BK Kolín, Slaviju iz Kroměříža te od 2017. do danas BK Olomoucko. S prvoligašem Olomouckim je bio na 6. mjestu 2017./18. te 4. u sezoni 2018./19. godine.

## Vanjske poveznice
- Košarka ExYugoslavia